# Nonius

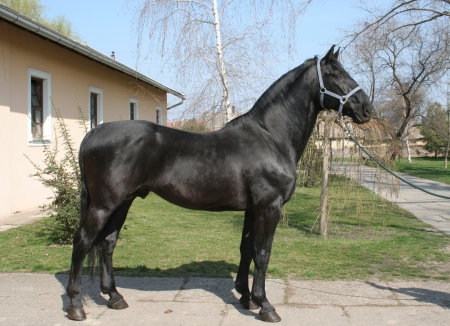
Nonius

Nonius este o rasă de cai din herghelia Mezőhegyes, din Ungaria creată în secolul XIX. Este o rasă caracterizată prin talie mare și culoare dominantă neagră. În prezent se mai găsesc în număr redus și în România, la herghelia din Izvin, Timiș. Numele nonius provine de la armăsarul englezo-norman Nonius, născut la Calvados și care a fost capturat din herghelia Rosières-aux-Salines de către armata imperiului Habsburgic la înfrângerea lui Napoleon în anul 1815, de unde a fost dus la Viena. De aici, în anul 1816 a fost dus la herghelia de stat de la Mezőhegyes, fondată de către împăratul Joseph II. în 1784, unde a fost folosit ca și armăsar până la 1832. 